# Olbiades
Olbiades (en griego antiguo: 'Ολβιάδης, romanizado: Olbiadés) fue un pintor griego del siglo III a. C.
Entre los autores antiguos, solo Pausanias mencionó su pintura (mural), afirmando que se encontraba en las instalaciones del buleuterio (consejo) ateniense: ...«Olbiades entonces (representó) a Calipo, que condujo a los atenienses a las Termópilas para impedir la invasión de los gálatas en Grecia».
Los gálatas invadieron Macedonia y Grecia en el 279 a. C. y llegaron hasta Delfos.